# لوکاس ماکوسکی
لوکاس ماکوسکی (انگلیسی: Lucas Makowsky؛ زادهٔ ۳۰ مهٔ ۱۹۸۷) اسکیت‌باز سرعت اهل کانادا است.